# Hemerofili
Hemerofili (grčki hemeros = kultiviran, philos = prijatelj) su životinje ili biljke koji nalaze prednosti u promjeni okoliša kao rezultat ljudskog djelovanja i zbog toga slijede ljude i kultivirana područja (naselja, nastambe).
Tako je kos, prvobitno plaha i rijetka šumska ptica, već oko 200 godina udomaćena u selima i gradovima i parkovima u njima. Druge hemerofilne životinjske vrste su, na primjer, kućne muhe, golubovi pećinari, vjetruše kliktavke ili domaći vrapci.
Jednako tako, niz biljki samoniklo raste upravo u čovjekovom okolišu.